# Tüdeusz
Tüdeusz (görög betűkkel Τυδεύς) aiol herceg Kalüdónban, a Heten Thébai ellen című történet hőseinek egyike. Oineusz és Peroboia vagy Althaia fia, testvérei Meleagrosz és Déianeira. Anyja személye egyes változatokban más és más. Az egyik szerint Oineusz elcsábította Hipponoosz leányát, Periboiát, a másik szerint Zeusz őrületet bocsátott Oineuszra, aki a saját leányával, Gorgéval nemzette Tüdeuszt.

## Menekülés Kalüdónból
Tüdeusz hirtelen haragú, gátlástalan emberré vált, de nagy harcos volt. Ifjúkorában egy vadászat alkalmával szóváltásba keveredett többekkel és a kialakuló csetepatéban több rokonát, köztük Alkathoósz nevű nagybátyját megölte. A legendának több változata maradt fenn, egy fontos variáció szerint nagybátyjait testvére, Meleagrosz ölte meg a kalüdóni vadkanvadászat alkalmával. A thébai epikus ciklus negyedik darabja, az Alkmaiónisz szerint másik nagybátyja, Melasz fiai, Phéneusz, Eurülaosz, Hüperlaosz, Antiokhosz, Eumédész, Szternopsz, Xanthipposz és Szthenelaosz Oineusz trónjára törtek, ezért mindegyiküket megölte. Phereküdész viszont arról tud, hogy bátyját, Óleniaszt gyilkolta meg. 
Mindenesetre Argoszba menekült, ahol Adrasztosz király hozzáadta leányát, Déipülét. Adrasztosz ugyanis azt a jóslatot kapta, hogy leányait egy vadkanhoz és egy oroszlánhoz kell feleségül adnia. Az udvarába menekülő Tüdeusz és a más okból szintén hozzá futó Polüneikész pedig éppen vaddisznóval és oroszlánnal díszített pajzsokat viselt. Tüdeusz és Déipülé házasságából született az egyik legnagyobb görög hős, Diomédész.

## A Hetek hadjárata
Tüdeusz nevéhez fűződik a nemeai játékok alapításának egyik változata. Eszerint Lükurgosz nemeai király Opheltész nevű fiát megfojtotta egy kígyó, és az ő emlékére rendeztek sportversenyeket először Nemeában. (Más verzió szerint Héraklész a nemeai oroszlán legyőzésének emlékére rendezte.) Ezen az első nemeai játékokon Tüdeusz ökölvívásban lett bajnok.
A két menekült herceg rávette Adrasztoszt, hogy segítse őket visszaszerezni trónjukat. Először Thébai ellen vonultak, ez a Hetek háborúja, amelyben nagy hőstetteket könyvelhetett el; párviadalokban győzte le sorra a város védőit, a csatában egyszerre hetven thébai harcost késztetett menekülésre. Thébainak éppen hét kapuja volt, minden vezérnek jutott egy, Tüdeuszé a Krénisz-kapu volt.
A háború végén azonban halálos sebet kapott Melanipposztól. Melanipposzt Adrasztosz megölte és a thébai levágott fejét a haldokló Tüdeusznak adta. (Más változatban a thébai neve Mékiszteosz vagy Asztakosz.) Pallasz Athéné épp segítséget akart nyújtani Tüdeusznak, azonban amikor meglátta, hogy Tüdeusz a legyőzött ellenség fejét kettévágja és agyvelejét megeszi, inkább hagyta meghalni. Apollodórosz változatában Amphiaraosz szándékosan adta neki a fejet, mikor látta, hogy Athéné segíteni akar Tüdeusznak, mivel addigra már gyűlölte Tüdeuszt, amiért Thébai ellen vonultak.
Az elesett ostromlók holttesteit sokáig nem temették el, kivéve Tüdeuszt. Korábban Tüdeusz követként is járt Thébaiban – ő szólította fel Eteoklészt, hogy adja át a trónt Polüneikésznek, közben sorban kihívta párbajra a thébai harcosokat –, azonban a visszaúton ötven fegyveres állt lesben, megtámadták és meg akarták ölni. Tüdeusz minden ellenfelét legyőzte, az utolsót, Maiónt életben hagyta. Ez a Maión temette el hálából.